# Matthias Kicklitz
Matthias Ankjær Kicklitz (* 5. April 2002 in Gentofte Kommune, Dänemark) ist ein deutsch-dänischer Badmintonspieler.

## Sportliche Laufbahn
Matthias Kicklitz begann im Alter von fünf Jahren mit dem Badmintonsport beim Büchener SSV. Im Jahr 2011 wechselte er zum Horner TV. Im Jugend- und Juniorenbereich wurde er mehrfach Deutscher Badmintonmeister. 2019 wurde er zu Deutschlands Badminton-Jugendspieler des Jahres gekürt. Mit dem Horner TV gelang ihm in der Saison 2016/17 der Aufstieg in die 2. Badminton-Bundesliga. Von der Saison 2020/21 bis zur Saison 2023/24 spielte er für Blau-Weiss Wittorf Neumünster in der 1. Badminton-Bundesliga. Seit der Saison 2024/25 spielt er für den Meister von 2024 SV Fun-Ball Dortelweil. Im Finale um die Deutsche Badmintonmannschaftsmeisterschaft 2025 gewann er mit Dortelweil gegen seinen Ex-Verein Wittorf im Rahmen der Multisportveranstaltung Die Finals mit 4:0.
Mit der deutschen Badmintonnationalmannschaft nahm er am Thomas Cup 2020, 2022 und 2024 teil.

### Erfolge
| Jahr | Wettbewerb                                                  | Platz | Disziplin    | Partner                |
| ---- | ----------------------------------------------------------- | ----- | ------------ | ---------------------- |
| 2014 | Deutsche Meisterschaft U13                                  | 1.    | Herreneinzel | -                      |
| 2014 | Deutsche Meisterschaft U13                                  | 2.    | Herrendoppel | Tomic Ludwig           |
| 2014 | Deutsche Meisterschaft U13                                  | 2.    | Mixed        | Emma Moszczynski       |
| 2014 | Refrath Cup U13                                             | 1.    | Herreneinzel | -                      |
| 2014 | Refrath Cup U13                                             | 1.    | Herrendoppel | Aaron Sonnenschein     |
| 2014 | Refrath Cup U13                                             | 1.    | Mixed        | Caroline Huang         |
| 2015 | Deutsche Meisterschaft U15                                  | 3.    | Mixed        | Emma Moszczynski       |
| 2015 | Deutsche Meisterschaft U13                                  | 1.    | Herrendoppel | Aaron Sonnenschein     |
| 2015 | Deutsche Meisterschaft U13                                  | 1.    | Mixed        | Caroline Huang         |
| 2015 | Deutsche Meisterschaft U13                                  | 2.    | Herreneinzel | -                      |
| 2016 | Deutsche Mannschaftsmeisterschaft U15                       | 1.    | Mannschaft   | Horner TV              |
| 2016 | Deutsche Meisterschaft U15                                  | 1.    | Mixed        | Emma Moszczynski       |
| 2016 | Deutsche Meisterschaft U15                                  | 2.    | Herrendoppel | Aaron Sonnenschein     |
| 2016 | Deutsche Meisterschaft U15                                  | 3.    | Herreneinzel | -                      |
| 2016 | Langenfeld Cup U15                                          | 1.    | Herrendoppel | Aaron Sonnenschein     |
| 2017 | Swedish Juniors                                             | 3.    | Mixed        | Ann-Kathrin Spöri      |
| 2017 | Deutsche Mannschaftsmeisterschaft U15                       | 2.    | Mannschaft   | Horner TV              |
| 2017 | Swedish Youth Games U17                                     | 1.    | Mixed        | Jule Petrikowski       |
| 2017 | Swedish Youth Games U17                                     | 2.    | Herreneinzel | -                      |
| 2017 | Danish Junior Cup                                           | 3.    | Herreneinzel | -                      |
| 2017 | Badminton-Jugendeuropameisterschaft 2017                    | 3.    | Mixed        | Emma Moszczynski       |
| 2017 | Deutsche Meisterschaft U15                                  | 1.    | Herrendoppel | Aaron Sonnenschein     |
| 2017 | Deutsche Meisterschaft U15                                  | 1.    | Herreneinzel | -                      |
| 2017 | Deutsche Meisterschaft U17                                  | 1.    | Mixed        | Emma Moszczynski       |
| 2018 | Deutsche Mannschaftsmeisterschaft U19                       | 2.    | Mannschaft   | Horner TV              |
| 2018 | Deutsche Meisterschaft U17                                  | 1.    | Herreneinzel | -                      |
| 2018 | Deutsche Meisterschaft U17                                  | 1.    | Mixed        | Emma Moszczynski       |
| 2018 | Deutsche Meisterschaft U17                                  | 2.    | Herrendoppel | Aaron Sonnenschein     |
| 2018 | Belgian Juniors                                             | 1.    | Herrendoppel | Aaron Sonnenschein     |
| 2018 | Belgian Juniors                                             | 1.    | Mixed        | Thuc Phuong Nguyen     |
| 2018 | Badminton-Junioreneuropameisterschaft 2018                  | 3.    | Mannschaft   | Deutschland            |
| 2018 | Cyprus Juniors 2018                                         | 1.    | Herrendoppel | Lukas Resch            |
| 2018 | Deutsche Juniorenmeisterschaft U19                          | 3.    | Herreneinzel | -                      |
| 2018 | Deutsche Meisterschaft U17                                  | 1.    | Herrendoppel | Aaron Sonnenschein     |
| 2018 | Deutsche Meisterschaft U17                                  | 1.    | Mixed        | Thuc Phuong Nguyen     |
| 2019 | Deutsche Mannschaftsmeisterschaft U19                       | 3.    | Mannschaft   | Horner TV              |
| 2019 | Slovak Juniors                                              | 1.    | Herreneinzel | -                      |
| 2019 | Slovak Juniors                                              | 1.    | Mixed        | Thuc Phuong Nguyen     |
| 2019 | Czech Juniors                                               | 1.    | Herreneinzel | -                      |
| 2019 | Belgian Juniors                                             | 3.    | Herreneinzel | -                      |
| 2019 | Latvia International 2019 (Future Series)                   | 3.    | Mixed        | Thuc Phuong Nguyen     |
| 2019 | German International 2019 (Future Series)                   | 3.    | Mixed        | Thuc Phuong Nguyen     |
| 2019 | Cyprus Juniors 2019                                         | 1.    | Mixed        | Thuc Phuong Nguyen     |
| 2019 | Swedish Juniors                                             | 3.    | Herrendoppel | Aaron Sonnenschein     |
| 2019 | Deutsche Juniorenmeisterschaft U19                          | 1.    | Herreneinzel | -                      |
| 2019 | Deutsche Juniorenmeisterschaft U19                          | 1.    | Herrendoppel | Aaron Sonnenschein     |
| 2019 | Deutsche Juniorenmeisterschaft U19                          | 1.    | Mixed        | Thuc Phuong Nguyen     |
| 2020 | Badminton-Junioreneuropameisterschaft 2020                  | 3.    | Herreneinzel | -                      |
| 2020 | Badminton-Junioreneuropameisterschaft 2020                  | 1.    | Mixed        | Thuc Phuong Nguyen     |
| 2021 | Deutsche Badmintonmeisterschaft                             | 3.    | Herreneinzel | -                      |
| 2022 | Deutsche Badmintonmeisterschaft                             | 2.    | Herreneinzel | -                      |
| 2022 | Israel International 2022 (Future Series)                   | 1.    | Herreneinzel | -                      |
| 2023 | Iceland International 2023 (Future Series)                  | 1.    | Herreneinzel | -                      |
| 2023 | Deutsche Badmintonmeisterschaft                             | 1.    | Herreneinzel | -                      |
| 2023 | Bonn International 2023 (Future Series)                     | 3.    | Herreneinzel | -                      |
| 2023 | Lithuanian International 2023 (Future Series)               | 1.    | Herreneinzel | -                      |
| 2023 | Réunion Open 2023 (International Challenge)                 | 2.    | Herrendoppel | Max Weißkirchen        |
| 2023 | Brazil International Series 2023 (International Series)     | 3.    | Herreneinzel | -                      |
| 2023 | Trinidad & Tobago International 2023 (International Series) | 3.    | Herreneinzel | -                      |
| 2024 | Deutsche Badmintonmeisterschaft                             | 1.    | Herreneinzel | -                      |
| 2024 | Deutsche Badmintonmeisterschaft                             | 1.    | Mixed        | Yvonne Li              |
| 2024 | Mannschaftseuropameisterschaft Herrenteam                   | 3.    | Mannschaft   | Deutschland            |
| 2024 | Portugal International 2024 (International Series)          | 3.    | Herreneinzel | -                      |
| 2024 | Réunion Open 2024 (International Challenge)                 | 3.    | Herreneinzel | -                      |
| 2024 | Czech Open 2024 (International Series)                      | 1.    | Herreneinzel | -                      |
| 2025 | Deutsche Badmintonmeisterschaft                             | 3.    | Herreneinzel | -                      |
| 2025 | Mannschaftseuropameisterschaft Mixed Team                   | 3.    | Mannschaft   | Deutschland            |
| 2025 | 1. Bundesliga – Deutscher Mannschaftsmeister                | 1.    | Mannschaft   | SV Fun-Ball Dortelweil |

## Privates
Kicklitz wurde in der dänischen Gentofte Kommune als Sohn einer Dänin und eines Deutschen, die beide selbst Badminton spielten, geboren. Er besitzt beide Staatsbürgerschaften. Sein Abitur legte er 2021 an der Eliteschule des Sports in Hamburg ab. Seit 2021 lebt er in Mülheim an der Ruhr, wo er am Bundeskaderstützpunkt trainiert und neben dem Badminton Sportmanagement studiert.